# Elias Alcenius
Elias Robert Alcenius, född den 10 juli 1796 i Storå, död den 10 april 1875 i Lappfjärd, finländsk präst och genealog, den finska genealogins fader.
Alcenius verkade som kapellan 1826-56 i Kalajoki, varefter han var kyrkoherde i Lappfjärd. År 1850 utgav han Genealogia Sursilliana, ett verk om släkten Sursill som påbörjats av Johannes Terserus. (Terserus var först i Norden med en genealogi som omfattar bondesläkter.) Matti Klinge menar dock att Genealogia Sursilliana sannolikt för första gången i världshistorien behandlar en enorm mängd icke-adliga med samma eller ännu större precision än någonsin furste- och adelsätter. Det nya är verkets sociala dimension, och i att manliga och kvinnliga ättlingar behandlas på samma sätt. Verket erbjöd ett enastående material för socialhistoriska undersökningar och betraktelser.
Som generellt visste man att största delen av prästerskapet och borgarna i Österbotten tillhörde en släkt som genom storbonden Erik Ångermans sju döttrar (trodde man) hade utgått från Umeå på 1500-talet. I Fältskärns berättelser får fältskär Bäck ett familjenamn som burits av en av Topelius anmödrar. På såväl mödernet som fädernet utgick Topelius från Sursillarna. Han var mycket informerad om sin släktbakgrund och återvände ofta till den. Detta förhånades av J.V. Snellman (som själv tillhörde Sursillarna).